# والوازونه
والوازونه (به ایتالیایی: Valvasone) یک کومونه در ایتالیا است که در استان پوردنونه واقع شده‌است.

## خصوصیات
والوازونه ۱۷٫۹ کیلومترمربع مساحت و ۲٬۰۹۵ نفر جمعیت دارد و ۵۹ متر بالاتر از سطح دریا واقع شده‌است.